# Włodzimierz Scisłowski
Włodzimierz Scisłowski (ur. 29 stycznia 1931 w Kościerzynie, zm. 8 września 1994 w Poznaniu) – polski satyryk, autor utworów dla dzieci i młodzieży, szopek radiowych i telewizyjnych oraz tekstów piosenek.

## Życiorys
Ukończył studia na Wydziale Leśnym Wyższej Szkoły Rolniczej w Poznaniu. Debiutował w 1948 na łamach tygodnika „Szpilki” jako satyryk. Był redaktorem tygodnika satyrycznego „Kaktus” w latach 1957–1960, a następnie w latach 1960–1968 „Gazety Poznańskiej”.
Został pochowany na Cmentarzu Junikowo w Poznaniu w Alei Zasłużonych.

## Twórczość wybrana
- Bukiecik dla mamy
- Chodzi mucha po suficie. Fraszki dla dzieci[2]
- Deficyt rymów[3]
- Dwa pstryki techniki[4]
- Dzień dobry - drzewa![5]
- Kim zostaniesz? Wybierz sam![6]
- Kto spamięta te zwierzęta?[7]
- Ładne ziółka[8]
- Mały karierowicz
- Plecie wiatr wiklinie[9]
- Pożegnanie lokomotywy
- Przez lądy, morza i przestworza[10]
- Ryby mają głos[11]
- W moim aluzjonie
- Zielone igraszki[12]
- Trójkątne kwadraty